# Door de pijngrens
Door de pijngrens (origineel It's Not About the Bike: My Journey Back to Life) is het schrijfdebuut van wielrenner Lance Armstrong waarin hij zijn gevecht beschrijft tegen kanker. Het boek verscheen in mei 2000.

## Inhoud
In het boek beschrijft Armstrong hoe hij in 1996 werd geconfronteerd met teelbalkanker. Deze leek vanwege de uitzaaiingen zo hevig dat de kans op overleven zeer klein werd geacht. Tegen alle verwachtingen in bleef hij in leven en bracht hij in 1999 voor het eerst de Ronde van Frankrijk op zijn naam. Mede door het doorzettingsvermogen en optimisme won hij de Tour de France zeven keer, een record. Deze titels werden later weer van hem afgenomen vanwege een dopingschandaal.

## Bestseller
Het boek was in het jaar van uitgave al een grote bestseller en is in de jaren erna tientallen keren herdrukt en vertaald.